# Södra Skånes revir
Södra Skånes revir var ett skogsförvaltningsområde inom Södra överjägmästardistriktet som omfattade Malmöhus län samt Gärds, Albo, Järrestads och Ingelstads härad av Kristianstads län. Reviret, som var indelat i fem bevakningstrakter, hade vid 1912 års slut en areal av 9 074 hektar allmänna skogar, varav 3 949 hektar kronoparker.